# چنار شیخ
چنار سفلی یا چنار شیخ، روستایی از توابع بخش مرکزی شهرستان اسدآباد در استان همدان ایران است. این روستا از نظر وسعت و جمعیت بزرگ‌ترین روستای شهرستان اسدآباد و همدان می‌باشد.

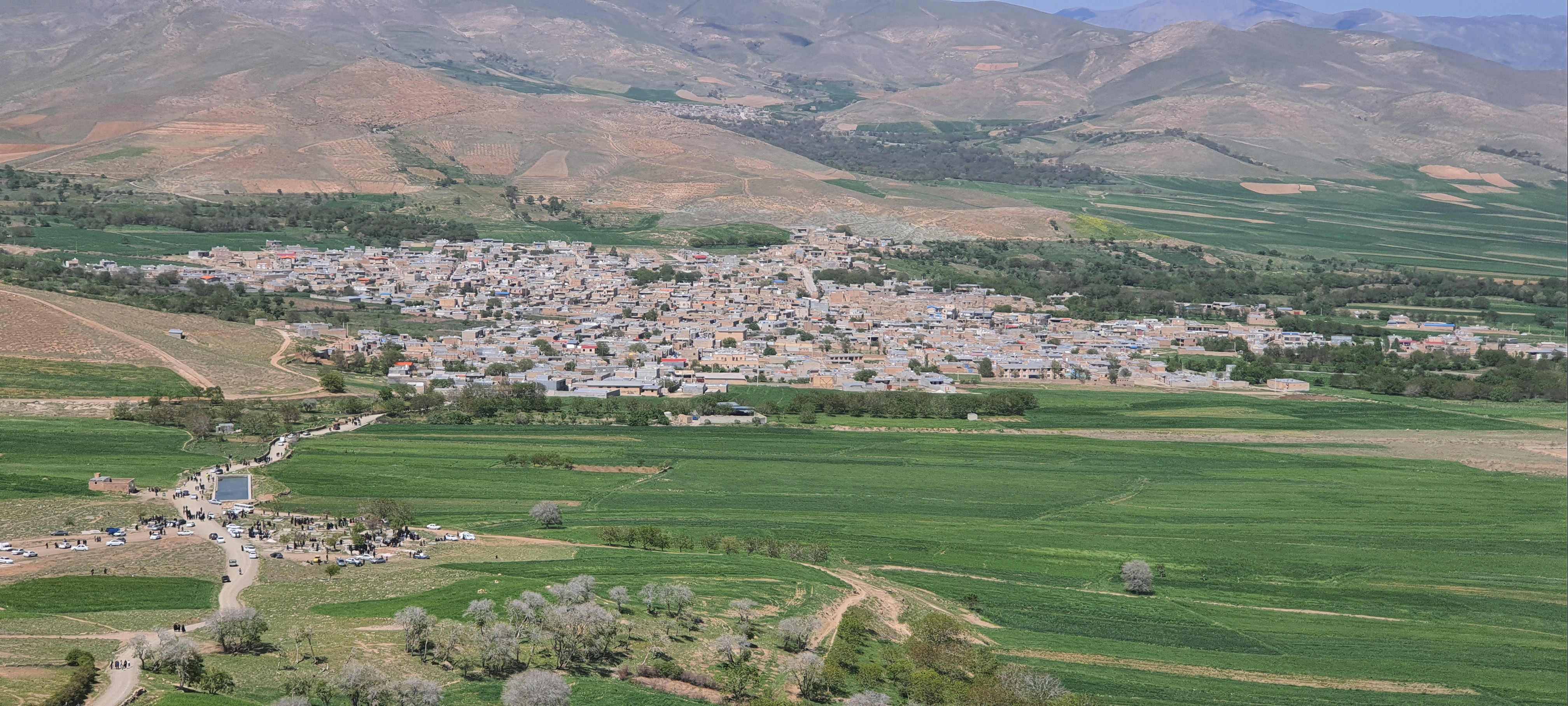

## جمعیت
این روستا در دهستان دربندرود قرار دارد و براساس سرشماری مرکز آمار ایران در سال۱۳۹۵ ، جمعیت آن ۳۶۲۶ نفر (۱۰۹۰ خانوار) بوده‌است. مردم چنار شیخ به زبان لری صحبت میکنند.
این روستا  طبق متن کتاب فرهنگ جغرافیایی چاپ ۱۳۳۱ خورشیدی ایران که اثر حسینعلی رزم آرا است .جمعیت این روستا  را ۴۱۹۵ بیان میکند

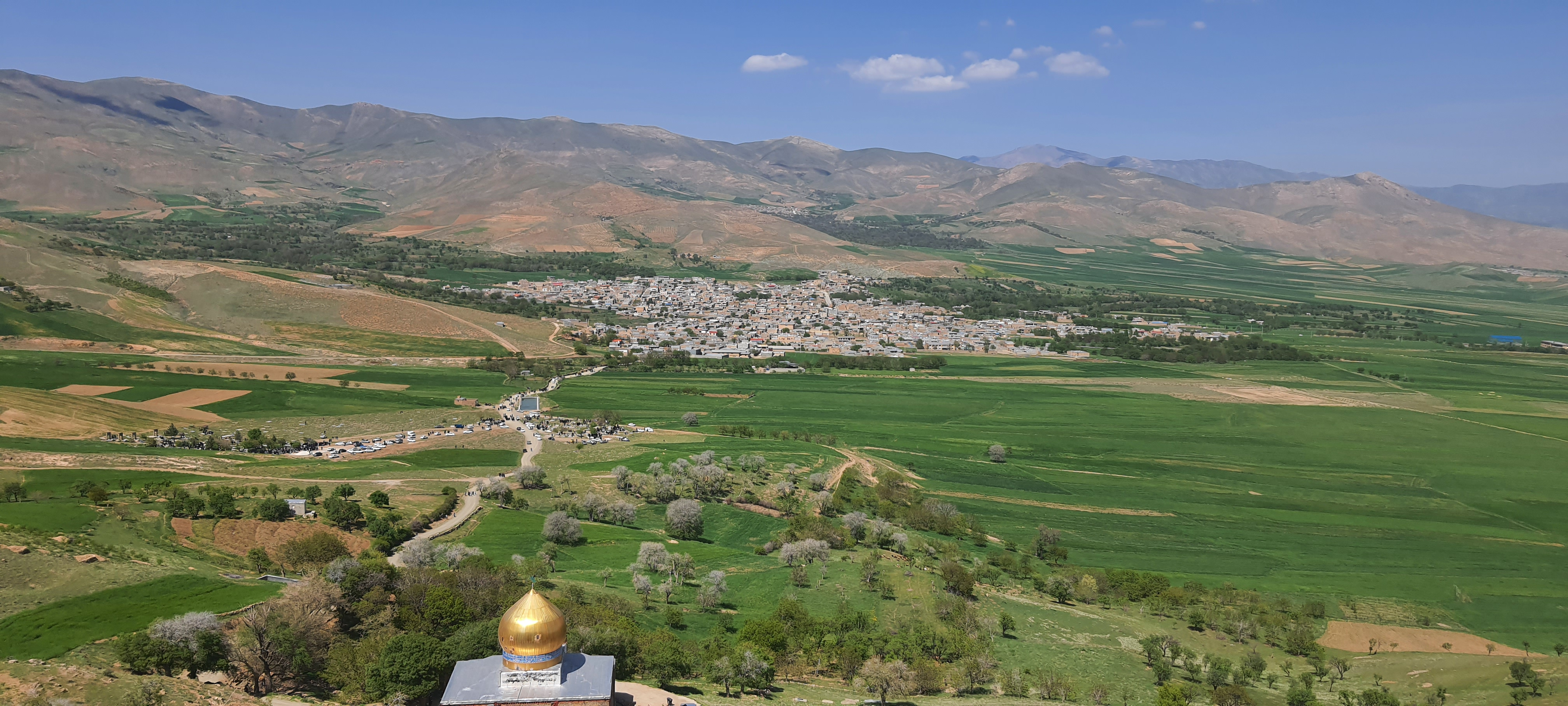